# Gnomidolon tomentosum
Gnomidolon tomentosum là một loài bọ cánh cứng trong họ Cerambycidae.